# یوسوکه کاواگیشی
یوسوکه کاواگیشی (انگلیسی: Yusuke Kawagishi؛ زادهٔ ۲۶ مهٔ ۱۹۹۲) بازیکن فوتبال اهل ژاپن است.